# Eastern Professional Basketball League 1949-1950
La stagione EPBL 1949-50 fu la 4ª della Eastern Professional Basketball League. Parteciparono 8 squadre divise in due gironi.
Rispetto alla stagione precedente si aggiunsero i Berwick Carbuilders. I Lancaster Red Roses e in Reading Keys diventarono rispettivamente i Lancaster Rockets e i Reading Rangers.

## Squadre partecipanti
- Berwick Carbuilders
- Harrisburg Senators
- Lancaster Rockets
- Pottsville Packers
- Reading Rangers
- Sunbury Mercuries
- Williamsport Billies
- York Victory A.C.

## Classifiche

### Northern Division
| Squadra              | V  | P  | %    | GB   |
| -------------------- | -- | -- | ---- | ---- |
| Williamsport Billies | 20 | 8  | 71,4 | -    |
| Pottsville Packers   | 16 | 12 | 57,1 | 4    |
| Sunbury Mercuries    | 14 | 14 | 50,0 | 8    |
| Berwick Carbuilders  | 8  | 17 | 32,0 | 10,5 |

### Southern Division
| Squadra             | V  | P  | %    | GB  |
| ------------------- | -- | -- | ---- | --- |
| Lancaster Rockets   | 18 | 10 | 64,3 | -   |
| Harrisburg Senators | 16 | 12 | 57,1 | 2   |
| York Victory A.C.   | 9  | 17 | 34,6 | 8   |
| Reading Rangers     | 7  | 18 | 28,0 | 9,5 |

## Play-off

### EPBL First Place Playoff
|  | Williamsport Billies | 90 – 87 | Lancaster Rockets |  |

### Finali di conference
|  | Lancaster Rockets | 85 – 65 | Harrisburg Senators |  |

|  | Harrisburg Senators | 84 – 60 | Lancaster Rockets |  |

|  | Harrisburg Senators | 71 – 67 | Lancaster Rockets |  |

|  | Williamsport Billies | 87 – 77 | Pottsville Packers |  |

|  | Pottsville Packers | 83 – 79 | Williamsport Billies |  |

|  | Williamsport Billies | 102 – 75 | Pottsville Packers |  |

### Finale EPBL
|  | Williamsport Billies | 92 – 74 | Harrisburg Senators |  |

|  | Harrisburg Senators | 73 – 67 | Williamsport Billies |  |

|  | Williamsport Billies | 100 – 94 | Harrisburg Senators |  |

### Tabellone
|  | Finali di conference | Finali di conference | Finali di conference |            |              | Finale       | Finale | Finale |  |
|  |                      |                      |                      |            |              |              |        |        |  |
|  | 1N                   | Williamsport         | 2                    |            |              |              |        |        |  |
|  | 1N                   | Williamsport         | 2                    |            |              |              |        |        |  |
|  | 2N                   | Pottsville           | 1                    |            |              |              |        |        |  |
|  | 2N                   | Pottsville           | 1                    |            | Williamsport | Williamsport | 2      |        |  |
|  |                      |                      |                      |            | Williamsport | Williamsport | 2      |        |  |
|  |                      |                      | Harrisburg           | Harrisburg | 1            |              |        |        |  |
|  | 2S                   | Harrisburg           | Harrisburg           | Harrisburg | 1            | 2            |        |        |  |
|  | 2S                   | Harrisburg           |                      |            |              |              |        |        |  |
|  | 1S                   | Lancaster            | 1                    |            |              |              |        |        |  |

## Vincitore
| Campione EPBL 1950               |
| -------------------------------- |
| Williamsport Billies (1º titolo) |

## Premi EPBL
- EPBL Most Valuable Player: Bill Zubic, Lancaster Rockets